# Реді Каса
Реді Каса (алб. Redi Kasa, нар. 1 вересня 2001, Парма) — албанський футболіст, нападник клубу «Егнатія».
Виступав також за клуб «Олімпія» (Любляна).
Володар Кубка Албанії та Суперкубка Албанії.

## Ігрова кар'єра
Народився 1 вересня 2001 року в місті Парма.
У дорослому футболі дебютував 2021 року виступами за команду «Фермана», в якій того року взяв участь в одному матчі чемпіонату. 
Згодом з 2021 по 2023 рік грав у складі команд «Септемврі» (Софія), «Царско село» та «Егнатія».
Своєю грою за останню команду привернув увагу представників тренерського штабу клубу «Олімпія» (Любляна), до складу якого приєднався на умовах оренди 2023 року. Відіграв за команду з Любляни наступний сезон своєї ігрової кар'єри.
До складу клубу «Егнатія» приєднався 2024 року. Станом на 13 травня 2025 року відіграв за команду з Ррогожине 27 матчів у національному чемпіонаті.

## Титули і досягнення
- Володар Кубка Албанії (1):

«Егнатія»: 2022-2023
- Володар Суперкубка Албанії (1):

«Егнатія»: 2024